# Perdaku
Perdaku – wieś w Estonii, w prowincji Põlva, w gminie Värska.